# Calliteara aphrasta
Calliteara aphrasta är en fjärilsart som beskrevs av Collenette 1938. Calliteara aphrasta ingår i släktet harfotsspinnare, och familjen tofsspinnare. Inga underarter finns listade i Catalogue of Life.